# Javier Fernández Hernández
Francisco Javier Fernández Hernández (Utrera, Sevilla, 1969) es un político español, consejero de Turismo y Deporte de la Junta de Andalucía desde 2015 hasta 2019.

## Biografía
Es licenciado en Geografía e Historia por la Universidad de Sevilla en la especialidad de Análisis Geográfico Regional y experto en Alta Dirección de Instituciones Sociales por el Instituto Internacional San Telmo.
Fue elegido diputado del Parlamento de Andalucía tras las elecciones autonómicas de 2015. Anteriormente, ha ejercido diferentes responsabilidades tanto en la Administración autonómica como en la municipal. Entre otros, ha desempeñado los de delegado en Sevilla del Gobierno de la Junta de Andalucía (2012-2015) y de la Consejería de Medio Ambiente (2010-2012).
En el Ayuntamiento hispalense fue director de las áreas de Educación y Universidades (2003-2007) y Juventud y Empleo (1999-2003). Asimismo, también ha sido coordinador técnico municipal para la creación del Comisionado del Polígono Sur (2004-2006) y miembro de la Comisión Provincial de Patrimonio Histórico de Sevilla, como representante de la Federación Andaluza de Municipios y Provincias (2005-2010).
- Datos: Q27983433
- Multimedia: Francisco Javier Fernández Hernández / Q27983433